# 福岡県道・大分県道1号豊前万田線
福岡県道・大分県道1号豊前万田線（ふくおかけんどう・おおいたけんどう1ごう ぶぜんまんだせん）は、福岡県豊前市から大分県中津市に至る県道（主要地方道）である。

## 概要
福岡県豊前市大字四郎丸から大分県中津市大字万田に至る。
国道10号の区域変更により、起点から築上郡上毛町八ッ並までが国道10号との重複区間となったため、2006年（平成18年）4月現在、豊前・中津の両県土木事務所が管轄している実延長区間は、あわせて2.9 kmとなっている。

### 路線データ
- 起点：福岡県豊前市大字四郎丸（山田交差点、国道10号上）
- 終点：大分県中津市大字万田（新万田交差点、国道212号交点、大分県道663号万田四日市線起点）
- 総延長：2.8 km[注釈 1]

## 歴史
- 1923年（大正12年）7月 - 福岡県道425号垂水松江線（たるみしょうえせん）として認定される。築上郡上毛町垂水から豊前市松江・豊前松江停車場線までの間。[要出典]
- 1928年（昭和3年）10月 - 福岡県道・大分県道501号垂水宇佐線（たるみうさせん）として認定される。築上郡上毛町垂水から宇佐市までの間。垂水松江線と垂水宇佐線により現在の豊前万田線の原型ができた。[要出典]
- 1934年（昭和9年）7月 - 福岡県道524号垂水宇島港線（たるみうのしまこうせん）として認定される。上毛町垂水から豊前市千束までの間は豊前万田線との重複区間。[要出典]
- 1959年（昭和34年）4月
  - 福岡県道425号垂水松江線、福岡県道・大分県道501号垂水宇佐線、福岡県道524号垂水宇島港線の廃止。[要出典]
  - 福岡県道156号八ツ並四郎丸線（やつなみしろうまるせん）として県道認定される。[要出典]
- 1973年（昭和48年）3月 - 福岡県道156号八ツ並四郎丸線の番号変更により福岡県道228号八ツ並四郎丸線となる。[要出典]
- 1976年（昭和51年）4月 - 建設省告示により豊前万田線が主要地方道に指定される。福岡県道八並四郎丸線、大分県道・福岡県道洞門吉冨線の一部および大分県道・福岡県道万田豊前線の一部を統合したもの。[要出典]
- 1977年（昭和52年）3月
  - 福岡県道156号八ツ並四郎丸線の廃止。[要出典]
  - 上記告示に基づき県道認定。整理番号1号となる。[要出典]
- 1993年（平成5年）5月11日 - 建設省から、県道豊前万田線が豊前万田線として主要地方道に再指定される[1]。
- 1996年（平成8年）4月 - 豊前市大字四郎丸から築上郡上毛町大字八ツ並までの間が国道10号となり、現在の路線となる。[要出典]

## 路線状況

### 重複区間
- 国道10号（福岡県豊前市大字四郎丸・山田交差点（起点） - 築上郡上毛町大字吉岡・八ッ並交差点）
- 福岡県道・大分県道16号吉富本耶馬渓線（福岡県築上郡上毛町大字垂水・上毛町垂水交差点 - 築上郡上毛町大字垂水・上毛町市場橋交差点）

### 道路施設

#### 橋梁
- 福岡県
  - 横矢橋（中川、豊前市、国道10号重複区間内）
  - 新大之瀬橋（佐井川、豊前市 - 築上郡上毛町、国道10号重複区間内）
  - 市場橋（山国川、築上郡上毛町 - 大分県中津市）

#### 道の駅
- 福岡県
  - しんよしとみ（築上郡上毛町、国道10号重複区間内）

## 地理

### 通過する自治体
- 福岡県
  - 豊前市
  - 築上郡上毛町
- 大分県
  - 中津市

### 交差する道路
| 交差する道路                                                                        | 都道府県名 | 市町村名 | 市町村名 | 交差する場所 | 交差する場所        |
| ----------------------------------------------------------------------------------- | ---------- | -------- | -------- | ------------ | ------------------- |
| 国道10号 重複区間起点                                                               | 福岡県     | 豊前市   | 豊前市   | 大字四郎丸   | 山田交差点 / 起点   |
| 福岡県道230号中畑八屋線                                                             | 福岡県     | 豊前市   | 豊前市   | 大字八屋     | 大村横矢橋交差点    |
| 福岡県道32号犀川豊前線                                                              | 福岡県     | 豊前市   | 豊前市   | 大字千束     | 千束交差点          |
| 福岡県道32号犀川豊前線 / バイパス                                                   | 福岡県     | 豊前市   | 豊前市   | 大字塔田     | 豊前IC入口交差点    |
| 福岡県道227号鬼木三毛門線                                                           | 福岡県     | 豊前市   | 豊前市   | 大字岸井     | 岸井交差点          |
| 福岡県道226号山内吉富線                                                             | 福岡県     | 築上郡   | 上毛町   | 大字吉岡     | 上毛町大池橋交差点  |
| 国道10号 重複区間終点                                                               | 福岡県     | 築上郡   | 上毛町   | 大字吉岡     | 八ッ並交差点        |
| 福岡県道103号新吉富豊前線                                                           | 福岡県     | 築上郡   | 上毛町   | 大字吉岡     | 吉岡交差点          |
| 福岡県道・大分県道16号吉富本耶馬渓線 重複区間起点 大分県道・福岡県道109号福土吉富線 | 福岡県     | 築上郡   | 上毛町   | 大字垂水     | 上毛町垂水交差点    |
| 福岡県道・大分県道16号吉富本耶馬渓線 重複区間終点                                   | 福岡県     | 築上郡   | 上毛町   | 大字垂水     | 上毛町市場橋交差点  |
| 福岡県道・大分県道110号東下中津線                                                   | 大分県     | 中津市   | 中津市   | 大字万田     |                     |
| 国道212号 大分県道663号万田四日市線                                                 | 大分県     | 中津市   | 中津市   | 大字万田     | 新万田交差点 / 終点 |

### 沿線
- 山国川
- JR九州日豊本線（終点付近）
  - 吉富駅 - 中津駅